# 貴日ワタリ
貴日 ワタリ （さすが ワタリ、5月28日 - ）は、神奈川県横浜市出身の、キーボーディスト、作曲家、編曲家、音楽監督である。

## 概要
- 水木一郎ヴォーカルスクールで学んだ後、水木一郎のライヴサポートを行う。
- 復刻版のアニソンCDの企画等も担当、また斉藤淳一、常見弘士らとの男声コーラスグループ「ザ☆カインズ」のリーダーとしても活動を行っている。
- 現在、水木一郎ヴォーカルスクールで講師を務めている。

## 作品

### 作曲
- 宇宙最強ツヨイダー『その名は我らのツヨイダー』（主題歌）
- 電人刑事『アスファルト・ブルース』（ED）
- ボイスラッガー『サラセニアのバラッド』（挿入歌）
- ヒーロークロスライン『オルタレイション・バースト』『ヒーロークロスラインのテーマ』（HXL宣伝用楽曲）
  - 電波少女怪人レーダちゃん『ポイズンパルス』（主題歌）
  - ニードルアイ『I need you,needle eye』（主題歌）

### 音楽監督
- ボイスラッガー

## 出演
- Webラジオ「がんばれ!スガーズ」 - 春日太一、巽理絵らとドラマ、映画、時代劇などに関するトークを行う。ディレクターは大沼弘幸。
- Webラジオ「レッツゴー!サントラさん」 - アニメ、特撮、ドラマ、映画などの音楽に関するトークを行う。